# Mayuko Kamio

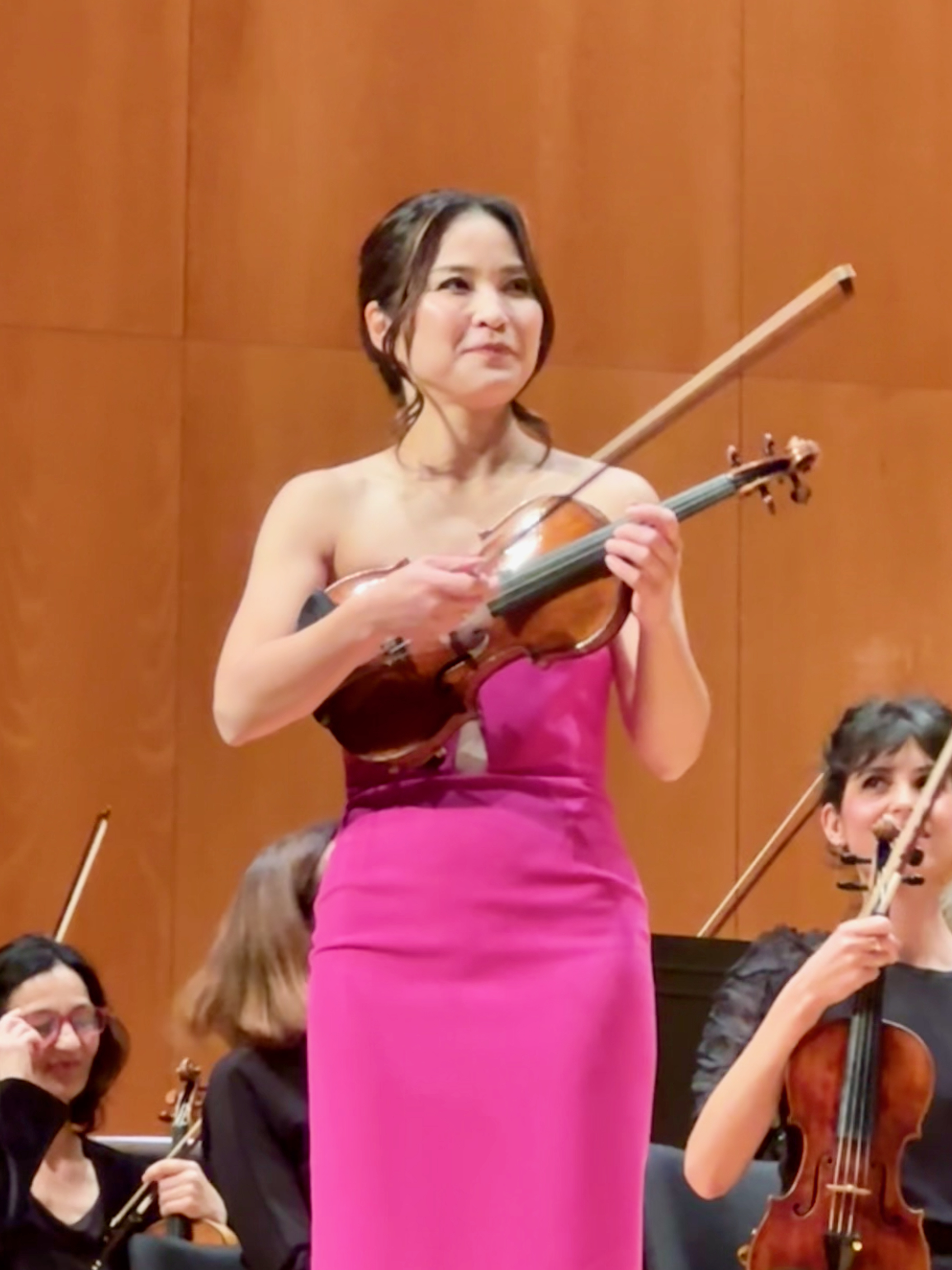
Mayuko Kamio, 2024

Mayuko Kamio (jap. 神尾 真由子, Kamio Mayuko; * 12. Juni 1986 in Toyonaka, Präfektur Osaka) ist eine japanische Geigerin.

## Leben
Mayuko Kamio studierte das Violinspiel unter anderem an der Toho Gakuen School of Music in Tokio, bei Dorothy Delay und Masao Kawasaki beim Aspen Music Festival sowie an der Juilliard School und an der Hochschule für Musik und Theater in Zürich. Im Alter von zehn Jahren gab sie in Tokio ihr erstes Konzert. 2003 gab sie ihr Debüt in New York.
Kamio ist mit zahlreichen renommierten Orchestern als Solistin aufgetreten. Dazu zählen beispielsweise das BBC Philharmonic, das BBC Symphony Orchestra, das Israel Philharmonic Orchestra, die Münchner Philharmoniker, die Prager Philharmoniker, das Tonhalle-Orchester Zürich und zahlreiche Sinfonieorcher in Japan. Mit einigen Orchestern ging sie auf Tournee, unter anderem in Südamerika mit den Münchner Philharmonikern unter Zubin Mehta und in Japan mit dem SWR Symphonieorchester unter François-Xavier Roth. Sie gab Recitals in Metropolen wie New York, Washington, Sankt Petersburg, Moskau, Frankfurt am Main, Warschau und Tokio.
Bisher sind vier Tonträger erschienen (Stand 2023). Dabei spielte sie Sonaten von Franck, Brahms und Strauss, das Violinkonzert von Tschaikowski und ein Violinkonzert von Prokofjew, Werke für Violine und Klavier von Chausson, Strawinski, Szymanowski und Waxman sowie Paganinis 24 Capricen für Violine solo.
Sie spielt die „Sennhauser“ von Guarneri del Gesù aus dem Jahr 1735, die ihr von der Stradivary Society in Chicago zur Verfügung gestellt wurde.

## Auszeichnungen
Quellen: 
- 1998: erster Preis beim Internationalen Menuhin-Violinwettbewerb als bisher jüngste Preisträgerin
- 2000: erster Preis bei den Young Concert Artists International Auditions
- 2001: Präsentation in der Reihe Young Concert Artists im Kennedy Center als bisher jüngste Künstlerin
- 2004: erster Preis beim Violinwettbewerb in Monte Carlo
- 2004: erster Preis und Goldmedaille beim Internationalen David-Oistrach-Violinwettbewerb in der Ukraine
- 2007: erster Preis beim Tschaikowski-Wettbewerb